# Étienne Nicolas Méhul
Œuvres principales
- Opéras : Stratonice, Euphrosine et Coradin, Mélidore et Phrosine, Ariodant, Uthal, Joseph
- Symphonies nos 1, 2, 3 et 4
- Chant du départ

.
Étienne Nicolas Méhul, né le 22 juin 1763 à Givet (Ardennes) et mort le 18 octobre 1817 dans l'ancien 2e arrondissement de Paris, est un compositeur français, et le plus important compositeur d’opéras en France pendant la Révolution française. Étienne-Nicolas Méhul est aussi un des fondateurs du Conservatoire de Paris.
Quittant l'abbaye de Laval Dieu, où il était élève-organiste, pour la capitale, il a traversé en effet l'une des périodes les plus agitées de cette ville, s'attachant essentiellement à la création musicale, même s'il fut aussi le compositeur d'un des plus fameux hymnes patriotiques issus de cette période, le Chant du départ, et il était l'ami de nombreux artistes et écrivains. Il fut un des premiers musiciens dits « romantiques » en France, contribuant à élargir le champ sonore de la symphonie, comme ses contemporains Haydn et Beethoven. Ses opéras ont profondément influencé Hector Berlioz qui disait de lui :

« Il était persuadé que l’expression musicale est une fleur suave, délicate et rare, d’un parfum exquis, qui ne fleurit point sans culture et qu’on flétrit d’un souffle ; qu’elle ne réside pas dans la mélodie seulement, mais que tout concourt à la faire naître ou à la détruire : la mélodie, l’harmonie, les modulations, le rythme, l’instrumentation, le choix des registres graves ou aigus des voix et des instruments, le degré de vitesse ou de lenteur de l’exécution, et les diverses nuances de force dans l’émission du son. »

## Biographie

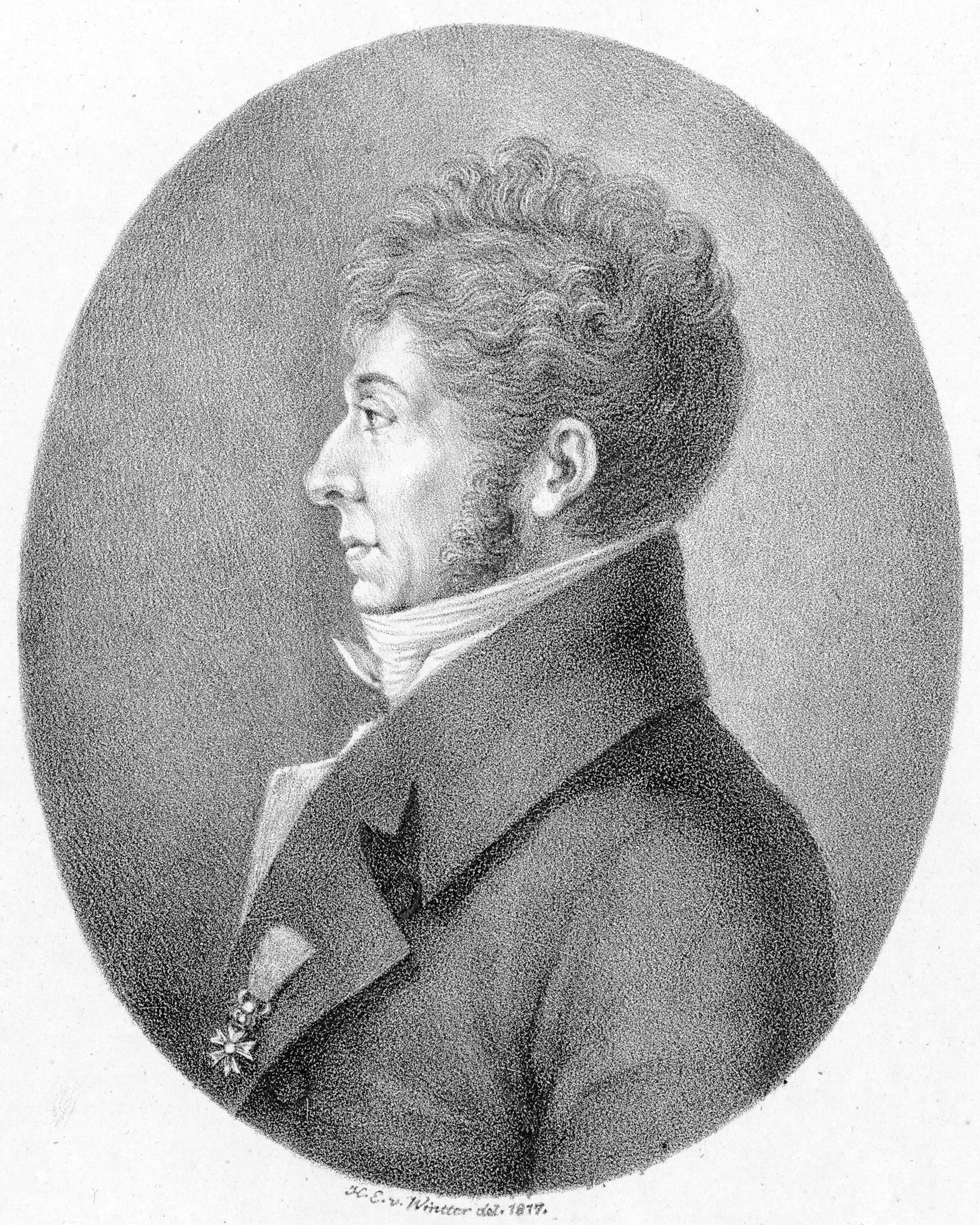
Étienne Nicolas Méhul, par H. E. von Wintter.

Étienne est né à Givet sur la Meuse dans les Ardennes. Son père, Jean-François, fut d’abord maître d’hôtel du comte de Montmorency puis modeste marchand de vin à la mort du comte. Les parents ayant détecté les dons précoces du petit Étienne, mais étant trop pauvres pour lui offrir une éducation musicale régulière, l’enfant reçut ses premières leçons d'un pauvre organiste aveugle appelé « de Givet », dont on ne sait rien. Ses aptitudes étaient telles que, à dix ans, on le nomma organiste des Franciscains au couvent des Récollets, toujours à Givet.

En 1775, un musicien et organiste allemand de l'abbaye de Schussenried, le moine Guillaume Hanser, fut engagé, par l'abbé Remacle Lissoir, au monastère de Laval-Dieu, non loin de Givet, pour y fonder une école de musique. Méhul devint son élève occasionnel, en contrepoint notamment, et son suppléant en 1778. Sur l'orgue de l'église du village qui est l'ancienne chapelle de l'abbaye, on pouvait lire « Méhul a touché sur cet orgue sous le père Hanser moine et organiste de Laval-Dieu. » C'est pendant ce séjour que le musicien développa sa passion pour les fleurs et surtout pour la tulipe et la renoncule : 

« Un parc de renoncules bien choisies et bien distribuées est à l'œil ce qu'est à l'oreille la musique de Mozart et de Gluck. »

— Méhul.

### Sa formation à Paris
Âgé de quinze ans en 1779, Méhul vint à Paris grâce à la générosité d’un mécène qui l’avait entendu à la tribune, armé d’une lettre de recommandation à l’intention de Gluck : 

« J’arrivais à Paris en 1779, ne possédant que mes seize ans, ma vielle et l’espérance. J’avais une lettre de recommandation pour Gluck, c’était mon unique désir en entrant dans la capitale, et cette idée me faisait tressaillir de joie. »

Il prit leçons chez Jean-Frédéric Edelmann, un claveciniste fort apprécié à Paris, installé depuis 1775, et lui-même ami de l’idole de Méhul, Gluck. Edelmann, d'origine strasbourgeoise, eut aussi Jean-Louis Adam pour élève et retourna dans sa ville natale dès la Révolution où il fut guillotiné à la fin de la Terreur en juillet 1794 comme robespierriste.
Dès son arrivée, Méhul assista à la première d’Iphigénie en Tauride et en fut très ému.
Ses premières armes de compositeur consistèrent à adapter des airs d’opéras populaires comme Thésée de Gossec. Une Ode sacrée de Jean-Baptiste Rousseau fut jouée au Concert Spirituel en 1782. La première composition publiée de Méhul fut un livre de trois sonates pour pianoforte en 1783 ; il avait tout juste vingt ans. En 1788, un nouveau recueil de sonates forme son opus II. Par ces publications, « Méhul s'imposait là comme l'un des meilleurs représentants de la première véritable école française de piano-forte… ».
En 1786, Méhul rejoint la loge maçonnique l’Olympique de la Parfaite Estime (constituée en 1782), dans sa partie musicale. En cela, il partage ce trait avec de nombreux musiciens de son siècle : Gossec, Cherubini, Devienne, Philidor, Pleyel, Saint-George, Viotti, etc. C'est dans cette loge que les symphonies parisiennes de Joseph Haydn furent interprétées (1787). Plus tard, il compose une musique de scène lyrique pour la Loge du Grand-Sphinx, dont il est membre, à l'occasion de la cérémonie funèbre du 20 octobre 1808 de Henri Belleteste, membre de l'Institut d'Égypte.

### Le compositeur dramatique
Aidé et encouragé par Gluck, qui rend consciente sa vocation, Méhul envisage une carrière de compositeur dramatique. En 1785, l’écrivain Valadier lui offre le livret de Cora. Bien que présenté à l’Académie Royale de Musique, l’opéra ne sera monté que six ans plus tard.
À la même époque Méhul trouve, en la personne du librettiste François-Benoît Hoffmann, son collaborateur favori. Il donne le texte de son premier opéra représenté : Euphrosine, ou Le tyran corrigé. La première, à la Salle Favart le 4 septembre 1790, fut un immense succès et a marqué le compositeur par le talent qu’on lui reconnut.

« Il y a longtemps qu'on n'a entendu sur ce théâtre une musique d’un aussi beau caractère ; elle est parfois sublime ; il y a entre autres un duo, au second acte, qui est admirable dans l’ensemble et dans tous les détails. »

— Almanach général de tous les spectacles de Paris et des provinces pour l'année 1791, p. 41.
Le duo dont il est question est celui de la scène 5 où s'opposent Coradin et la comtesse : Gardez-vous de la jalousie ; redoutez son affreux transport. Le morceau, dont l'instrumentation met en scène des cors, fut à la mode dès la création de l’ouvrage. André Grétry en parle lui aussi :

« Méhul a triplé la puissance de l’orchestre par son harmonie surtout propre à la situation. Le duo d’Euphrosine et Coradin est le plus bel effet qui existe. Ce duo vous agite pendant toute sa durée : l’explosion, qui est à la fin, semble ouvrir le crâne des spectateurs avec la voûte du théâtre ! »

— André Grétry.
Quant à Berlioz, qui cite le mot de Grétry dans son Traité d'instrumentation et d'orchestration, il considérait que l'opéra était le 

« chef-d'œuvre de son auteur. Il y a là-dedans à la fois de la grâce, de la finesse, de l'éclat, beaucoup de mouvement dramatique, et des explosions de passion d'une violence et d'une vérité effrayante. »

— Hector Berlioz, Les Soirées de l'orchestre.
Sa carrière était lancée et c’était le début d’une longue relation avec le théâtre de la Comédie Italienne (renommé Opéra-Comique en 1793).
En dépit de l’échec de Cora, présenté seulement le 4 février 1791, et de l’interdiction d’Adrien par la Commune de Paris pour raisons politiques en mars 1792, Méhul a consolidé sa réputation avec des œuvres telles Stratonice (Favart, 3 mai 1792) ou bien Mélidore et Phrosine (Favart, 6 mai 1794).

### De la Révolution jusqu’à l’Empire
Durant la Révolution, Méhul a composé de nombreux chants patriotiques et des pièces de propagande. Le plus célèbre étant le Chant du départ (1794) sur un poème de Chénier, qui est comme une seconde Marseillaise. L’engagement de Méhul fut récompensé par sa nomination à Institut de France en 1795, avec François-Joseph Gossec et André Grétry. La même année, il obtient un des cinq postes d’inspecteurs du Conservatoire de Paris, lors de sa fondation le 3 août, sous l'initiative de Bernard Sarrette, Capitaine de la Garde nationale. Le musicien en devint l'un des membres les plus dynamiques. Méhul est aussi « le plus important compositeur d’opéras en France pendant la Révolution ».

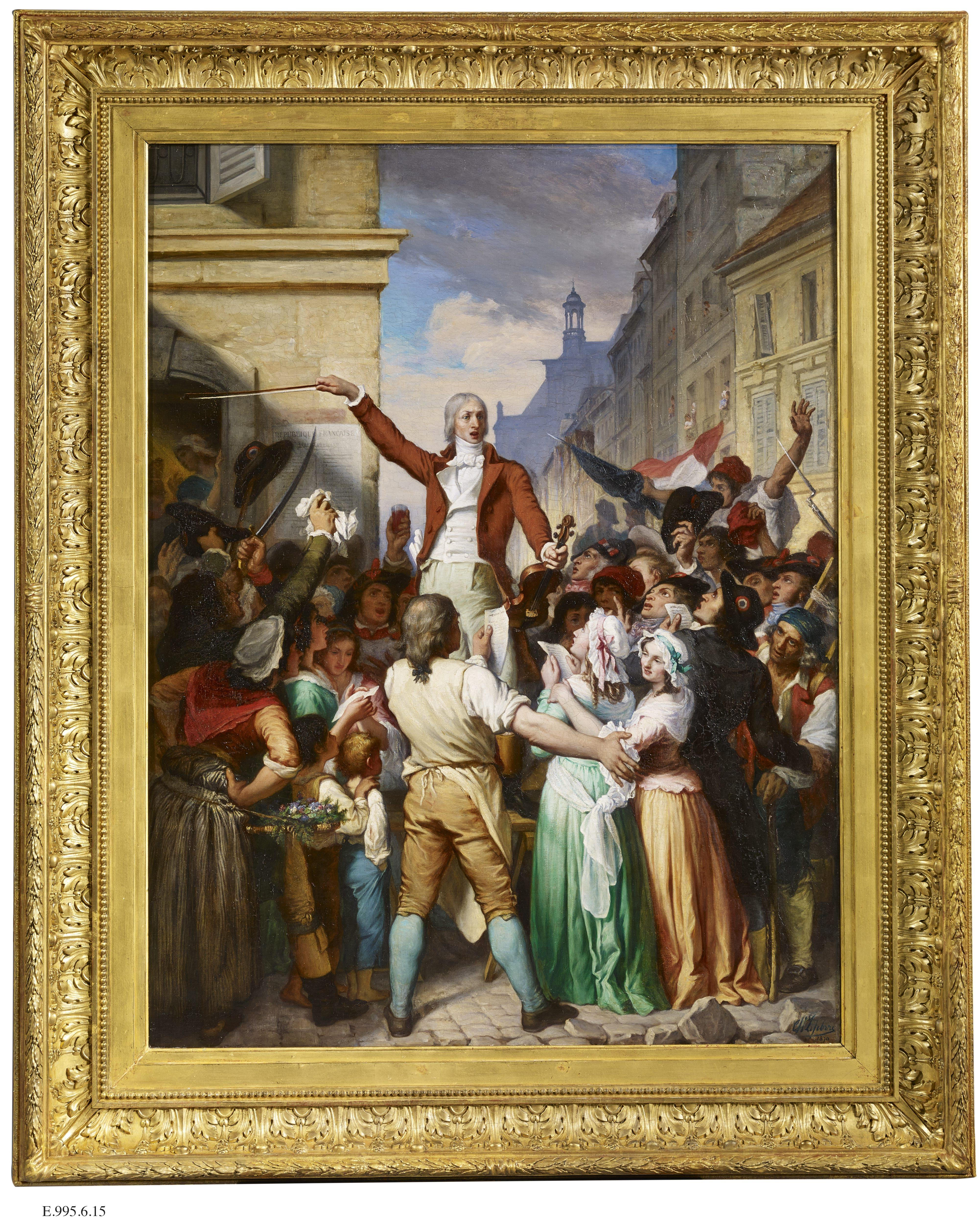
Méhul enseignant les chants patriotiques au peuple de Paris.

Dans la nouvelle institution, où il exerça jusqu'en 1816, il eut pour élève notamment Louis-Joseph-Ferdinand Herold.
Méhul était en bons termes avec Napoléon Ier : il devint l’un des premiers Français à recevoir la croix de chevalier de la Légion d'honneur (1804), en même temps que François-Joseph Gossec et André Grétry.
En 1807 il obtient le second Prix de Rome (le premier n’est pas décerné) avec une Cantate Ariane à Naxos. Ce prix est partagé avec Fétis.
Le succès des opéras de Méhul ne fut pas si grand aux débuts du XIXe siècle qu’à la fin du XVIIIe siècle, cependant des œuvres tel Joseph (1807) furent célèbres. Le Premier Consul Napoléon, qui appréciait beaucoup la musique vocale, récompensera l’ouvrage. Deux arias notamment : Champs paternels, Hébron, douce vallée et À peine au sortir de l’enfance furent très populaires. L’opéra fit carrière à l’étranger, particulièrement en Allemagne.
En revanche, l’échec de son opéra Les Amazones en 1811 (présenté à l’Opéra le 17 décembre) fut un coup sévère et a clos sa carrière de compositeur pour le théâtre. Il prit alors une retraite bien méritée, dans sa maison de Pantin, pour cultiver « les œillets, les oreilles d'ours et surtout les renoncules, les jacinthes et les tulipes, ses fleurs les plus favorites » (Cherubini).

« Il me faut du bonheur, le mien est usé. Je dois, je veux me retrancher dans mes goûts paisibles. Je veux vivre au milieu de mes fleurs, dans le silence de la retraite, loin du monde. »

— Méhul

### La Restauration
En dépit de ses liens avec Napoléon, la carrière musicale de Méhul ne pâtit point de la Restauration, d'autant qu'il sut ne pas se compromettre durant les Cent jours. Ainsi il est nommé au Conservatoire en 1816. Retiré un temps à Hyères entre janvier et mai pour y trouver un peu de repos et un soulagement à sa phtisie (tuberculose), le compositeur mourut de cette maladie à Paris le matin du 18 octobre 1817, chez lui, no  28 rue de Montholon, âgé de 54 ans.

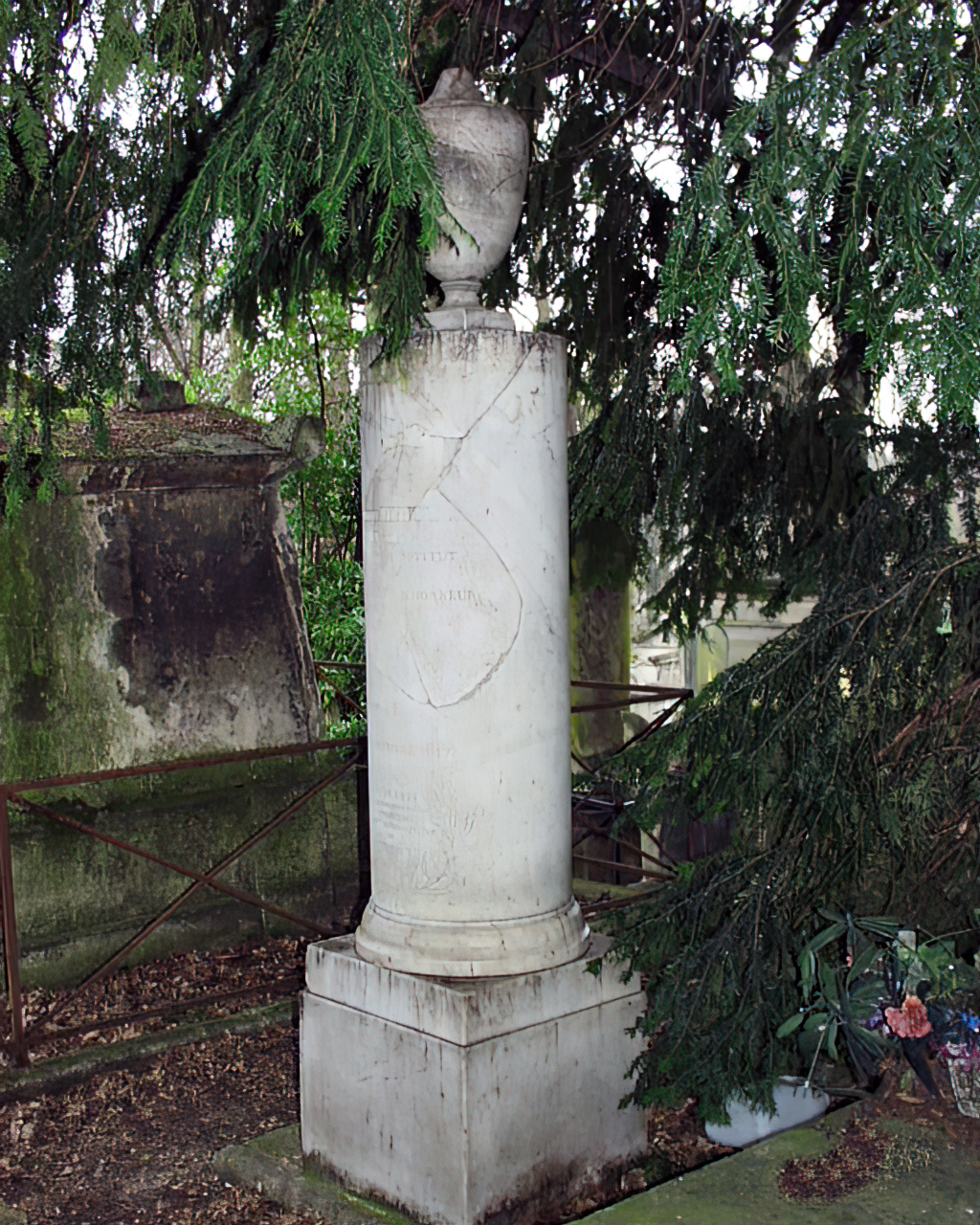
Tombe de Méhul au cimetière du Père-Lachaise (division 13).

Le soir même, son élève préféré Ferdinand Hérold, qui le qualifiait de « si bon et si aimable », créa à l'Opéra-Comique La Clochette.
Reconstruite dans les années 1980, sa tombe, dans l’enclos des musiciens au cimetière du Père-Lachaise, est proche de celles d’autres compositeurs français tels ses contemporains André Grétry ou François-Joseph Gossec.
Une statue de Méhul sculptée par Aristide Croisy a été inaugurée à Givet en 1892.
Pierre-Auguste-Louis Blondeau décrivait Méhul comme :

« doué d'un esprit élevé, cultivé, d'une sensibilité profonde, quelque peu mélancolique. Sa parole était claire, sonore, discrète, sa conversation était calme, spirituelle, son enseignement était lucide, concis, positif, la lumière même. La rectitude, la pureté étaient ses principes dominants, ce que l'on peut reconnaître dans ses belles partitions comme dans ses écrits, dont aucun malheureusement n'a vu le grand jour de l'impression. Il était d'un accès facile, bon et obligeant ; il encourageait les talents naissants et ne leur refusait ni ses conseils, ni ses appuis. »

— Blondeau, p. 217.

## Le compositeur

### Œuvre dramatique
La trentaine d’opéras de Méhul constitue la majeure partie de son œuvre musicale. Il fut, de la génération des compositeurs des années 1790, le premier à comprendre son ami et rival Luigi Cherubini ainsi que son ennemi Jean-François Lesueur. Méhul suivit l’exemple des opéras que Gluck avait écrits pour Paris dans les années 1770 et appuya les réformes de ce dernier dans l’opéra-comique (un genre mélangeant musique et dialogue n’était pas nécessairement d’humeur comique ; cf. Joseph qui représente tout de même un extrême de sérieux et de rigueur du sujet), mais il a poussé la musique dans une direction plus romantique, montrant un usage croissant de dissonances et un intérêt pour les sentiments extrêmes, telles la colère et la jalousie, préfigurant alors des compositeurs romantiques comme Weber et Berlioz.

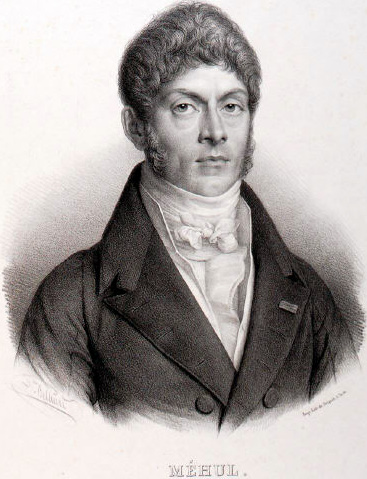
Étienne-Nicolas Méhul
par Zéphirin Belliard

Méhul fut réellement le tout premier compositeur romantique, ; le marquis de Condorcet usa de ce mot dans La chronique de Paris le 1er avril 1793 après avoir vu Le jeune sage et le vieux fou. Son principal souci musical voulait que tout serve à accroître l’impact dramatique. Son admirateur Berlioz a écrit :

« [Méhul] était totalement convaincu que dans la vraie musique dramatique, quand l’importance de la situation demande the sacrifice, le compositeur ne devait pas hésiter entre un joli effet musical qui est loin du domaine scénique ou dramatique, et une série d’accents réels mais qui ne donnent aucun plaisir en surface. Il était convaincu que l’expression musicale est une fleur adorable, délicate et rare, d’une odeur exquise, qui ne fleurit pas si on ne la cultive, et qui peut se faner d’un coup ; qu’elle ne réside pas dans la seule mélodie, mais que tout concourt ensemble pour la créer ou la détruire – la mélodie, l’harmonie, la modulation, le rythme, l’instrumentation, la choix de la profondeur ou de la hauteur du registre pour les voix ou les instruments, un tempo rapide ou lent, et les nombreux degrés de volume dans le son émis. »

La manière selon laquelle Méhul a accru l’expressivité dramatique consistait à tout expérimenter avec l’orchestration. Par exemple, dans Uthal, un opéra lancé dans les hautes terres d’Écosse, il élimine les violons de l’orchestre, les remplaçant par le son plus grave des alti de manière à rajouter une couleur locale,, les voix n’étant soutenues que par les cors et des harpes.
Les œuvres clés de Méhul dans les années 1790 étaient Euphrosine, Stratonice, Mélidore et Phrosine et Ariodant. Ariodant, malgré l’échec de sa première en 1799, a finalement été apprécié par les critiques. Elizabeth Bartlet le qualifia « meilleur travail de Méhul dans la décennie et une œuvre clé de l’opéra révolutionnaire ». Lors d'une interprétation à Berlin en 1816, le critique E.T.A. Hoffmann qui qualifiait le compositeur de « savant et aux talents si variés », termine l'article en ces termes : 

« Sérieux, digne, d'une grande richesse harmonique et construit avec soin, Ariodant ne devrait jamais (être autorisé à) quitter le répertoire. »

— E.T.A. Hoffmann.
L’œuvre traite de la même histoire de passion et de jalousie que l’opéra de Haendel de 1735 Ariodante. Comme dans ses nombreux autres opéras, Méhul utilise le « motif de réminiscence », thème musical associé à une idée particulière dans l’opéra et qu'on retrouve sous le terme de leitmotiv dans la musique dramatique de Richard Wagner. Dans Ariodant, le motif de réminiscence est le cri de fureur, exprimant un sentiment de jalousie. Méhul emploiera ce procédé pour sa quatrième symphonie (1810).
Vers 1800, la popularité de ces opéras fut moindre, remplacée par la mode du plus léger opéra-comique de compositeurs comme Boieldieu. De plus, Napoléon dit à son ami Méhul qu’il préférait un opéra plus comique, moins sérieux. Les goûts musicaux de Napoléon venaient surtout d’Italie, et il aimait les opéras-bouffes de compositeurs comme Paisiello et Cimarosa. Au cours d'une conversation, il prétendit que les compositeurs français ne sauraient jamais faire du buffa comme les compositeurs italiens. Méhul répondit avec l’Irato (1801), comédie en un acte attribuée à un compositeur italien, il signor Fiorelli. Rose-Adélaïde Ducreux composa presque toute la partition de l’Irato qui représente son père Joseph Ducreux, perpétuel irascible, et dont les paroles sont de Marsollier, sauf le quatuor, écrit chez elle, par Méhul, sur le coin du premier piano à queue de Sébastien Érard. Le jour de la création, le Journal de Paris publie la lettre d'un peintre du nom de Godefroy :

« Citoyens, je me suis rappelé d'avoir vu jouer à Naples, il y a environ 15 ans, un opéra bouffon intitulé l'Irato, musique del signor Fiorelli, jeune homme qui annonçoit un talent distingué, et que la mort a enlevé aux arts à la fleur de son âge. Cet ouvrage, que je suppose être le même que celui que vous annoncez aujourd'hui, étoit vu avec plaisir. On trouvoit la musique fraîche et chantante ; et quoique le poème, comme presque tous ceux que l'on joue en Italie, fut foible, il amusoit par les caricatures des principaux personnages. L'Irato étoit fort bien joué par le signor Borghesi, et ce rôle n'est pas sans difficulté, l'Irato étant sans cesse en fureur et comme en convulsion. Ce caractère exagéré ne pouvoit même se placer dans une parade dont le nom seul appelle l'indulgence et désarme la sévérité. J'approuve fort le traducteur d'avoir attendu un de ces jours de carnaval pour la faire représenter. Elle offrira toujours au public une nouveauté piquante : ce sera de voir dans ces personnages, tout à fait bouffons, des artistes en possession de plaire dans des rôles élevés, plus naturels, d'un genre plus analogue au goût pur et délicat de la nation française, qui rira volontiers le mardi-gras d'une farce que dans un autre temps elle auroit jugée avec rigueur. »

— Godefroy, Journal de Paris, 17 février 1801.
Ce texte est sans doute de Méhul lui-même... Devant le succès, immédiat, Méhul révéla l’imposture à la fin de la représentation et dédia l'ouvrage publié par Pleyel à son inspirateur :

« Général Consul, Vos entretiens sur la musique m'ayant inspiré le désir de composer quelques ouvrages dans un genre moins sévère que ceux que j'ai donnés jusqu'à ce jour, j'ai fait le choix de l'Irato : cet essai a réussi, je vous en dois l'hommage. Salut et respect, Méhul. »

— Dédicace de l'édition Pleyel, 1801.
Méhul a aussi continué à composer des œuvres dans une veine plus sérieuse. Joseph (Opéra-comique, 17 février 1807), basé sur l’histoire biblique de Joseph et ses frères, est le plus célèbre de ses derniers opéras et son chef-d’œuvre (c’est aussi le modèle de l’opéra biblique), mais son succès ne dura pas longtemps en France. Lors d'une reprise en 1810, il fut qualifié d’« une des plus faibles productions de Méhul », Gossec devant répondre lettre pour la défense de son collègue.
En Allemagne, en Italie et en Belgique cependant, il eut de nombreux admirateurs à travers le XIXe siècle, comme Wagner qui le monta à Riga en 1838 se disant « transporté dans un monde supérieur ».

### Œuvre symphonique

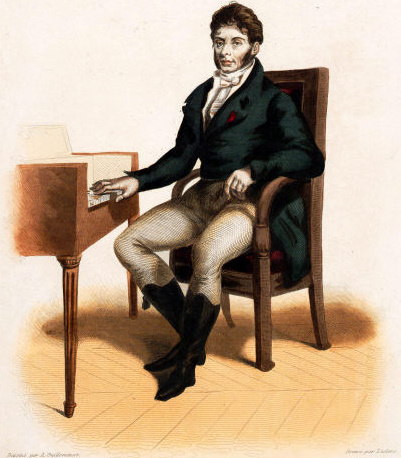
Étienne-Nicolas Méhul, gravure de Leclerc (1846), d’après un dessin de Armand Guilleminot.

À côté des opéras, Méhul composa quelques chansons pour les fêtes républicaines ou impériales (souvent commandées par l’Empereur Napoléon), des cantates et cinq symphonies : une en ut majeur sans numéro datant de 1797 et les autres composées sur trois années, de 1808 à 1810. Les quatre dernières furent toutes présentées au Conservatoire.
La Première Symphonie fut ressuscitée trente ans plus tard, lors des concerts de Felix Mendelssohn avec l’orchestre du Gewandhaus de Leipzig en 1838 et 1846. Robert Schumann fut fort impressionné par l’œuvre et remarqua que dans les quatre mouvements il y avait des similarités de style avec la Symphonie nº 5 de Beethoven (incluant l’ambiance furieuse du premier mouvement et les pizzicatos dans le troisième). À cette époque seules les Symphonies no 1 et no 2 de Beethoven (écrites en 1799-1800 et 1802) sont jouées en France. La Première de Méhul et la Cinquième de Beethoven sont toutes deux composées en 1808 et publiées l’année suivante.
Dans la Deuxième, publiée en même temps que la précédente, on peut déceler des accents jusque dans la Symphonie nº 9 de Beethoven. Preuve que ces œuvres ont leur importance. On sait que Beethoven connaissait des œuvres comme Héléna puisqu’il lui emprunta le signal de trompette pour son Fidelio.
Dans ses symphonies de maturité, Méhul reprit le chemin de Haydn (les Symphonies parisiennes, de 1785-1786, par exemple) et de Mozart (Symphonie nº 40, K. 550, 1788), deux compositeurs très populaires en France au début du XIXe siècle.
Une cinquième symphonie reste inachevée — « puisque la désillusion et la tuberculose ont fait leur victime », comme le remarqua le professeur David Charlton (qui fit beaucoup pour faire redécouvrir Méhul). Les Symphonies nos 3 et 4 ne furent redécouvertes par Charlton qu’en 1979.

## Catalogue des œuvres

### Piano

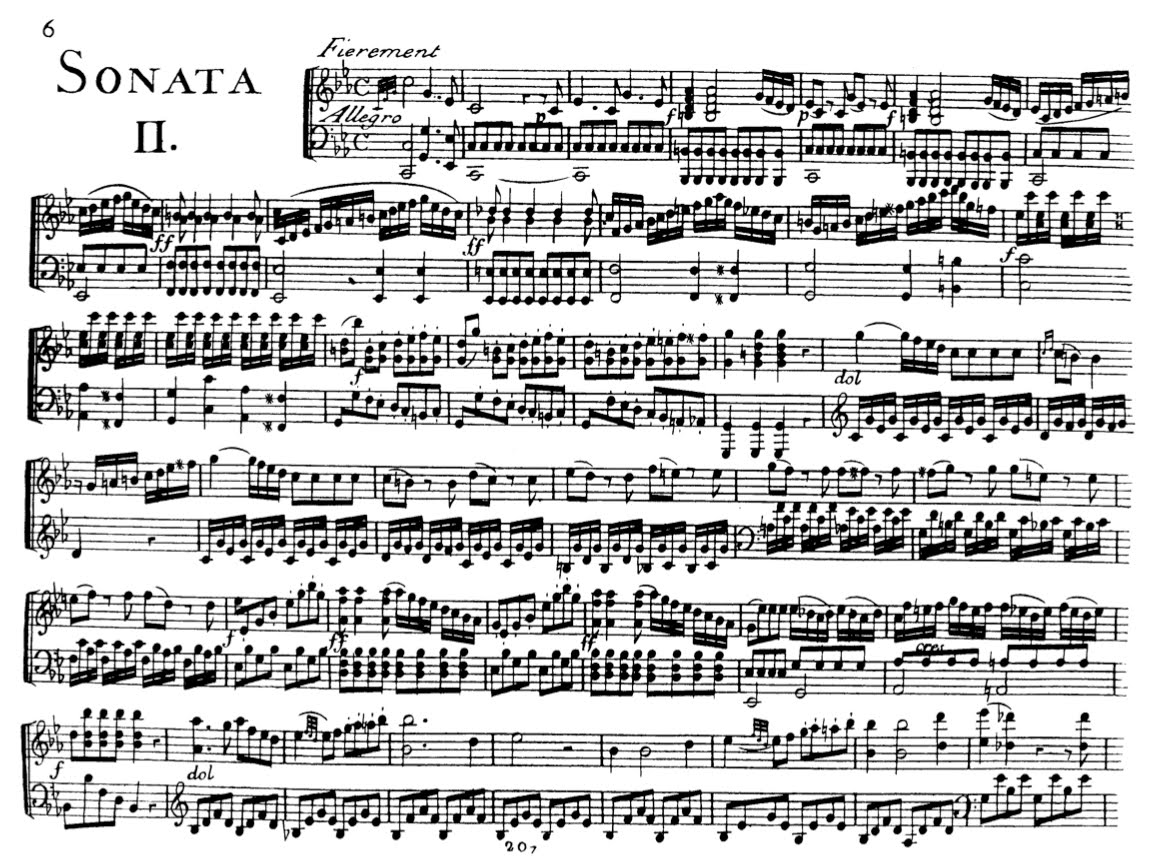
Méhul, Sonate opus 1 no 2 en ut mineur

- 3 Sonates pour Piano, op. 1 (Éd. Jouve, Paris, 1783)
  - Sonate no 1 en ré majeur - I. Allegro, II. Andante, III. Rondo
  - Sonate no 2 en ut mineur - I. Fièrement, II. Menuet-Trio
  - Sonate no 3 en la majeur - I. Allegro, II. Menuet, III. Rondo
- 3 Sonates pour Piano, op. 2 (Éd. Le Duc, Paris, 1788 - dédié à Mme des Entelles)
  - Sonate no 1 en ré majeur - I. Allegro, II. Andante, III. Rondo
  - Sonate no 2 en la mineur - I. Allegro, II. Sicilienne, III. Allegretto
  - Sonate no 3 en ut majeur - I. Allegro, II. Adagio, III. Rondo

### Musique orchestrale
Ouvertures
- Grande ouverture en fa majeur, Musique à l’usage des fêtes nationales (1793) ;
- Ouverture pour instruments à vent (1794) ;
- Ouverture La Chasse du Jeune Henri ; (1797) ;
- Ouverture Le Trésor Supposé (1802) ;
- Ouverture burlesque (original : Grande ouverture) (1808).

Symphonies
- Symphonie en ut majeur (1797, seules quelques parties subsistent)
- Symphonie no 1 en sol mineur (1808-1809) (I. Allegro, II. Andante, III. Menuetto-Trio, IV. Allegro agitato)
- Symphonie no 2 en ré majeur (1808-1809) (I. Adagio, II. Andante, III. Menuetto-Trio, IV. Finale. Allegro)
- Symphonie no 3 en ut majeur (1809) (I. Allegro. Ferme et Modéré, II. Andante, III. Finale. Allegro)
- Symphonie nº 4 en mi majeur (1810) (I. Adagio - Allegro, II. Andante, III. Menuet : Allegro, IV. Finale. Allegro)
- Symphonie nº 5 (1810, seul le premier mouvement, conservé à Vienne, subsiste)

### Musique vocale
- Hymne à la raison ou Hymne patriotique, pour trois voix d'homme a capella, chœur et orchestre, sur un poème de M. J. Chénier frère d’André Chénier (1er décembre 1793)
- Chant du départ, Hymne de guerre pour solistes, chœur et orchestre d'harmonie, sur un poème de M. J. Chénier (4 et 14 juillet 1794). Robespierre le qualifie « de poésie grandiose et républicaine qui dépasse tout ce qu'a fait ce girondin de Chénier. ». Il en fait changer le titre original Hymne à la liberté pour celui qu'on connaît. Il est immédiatement imprimé à 18 000 exemplaires et distribué aux armées. En 1796, le Directoire imposait aux théâtres parisiens de jouer l'hymne avant toute représentation. Le chant du départ fut joué lors de la première distribution des croix de la Légion d'honneur au camp de Boulogne en 1804[24]. En 1848, l'hymne est repris par les jeunes enthousiastes des journées de février. Le premier couplet est encore dans toutes les oreilles : « La victoire en chantant, nous ouvre la barrière, la liberté guide nos pas... ».
- Chant des Victoires, Hymne de guerre pour chœur et orchestre d'harmonie (avec buccin, cymbales et gros tambour), sur un poème de M. J. André Chénier (10 août 1794)
- L’infortunée lyonnaise, ("Au désespoir mon âme s’abandonne") sur un poème de Louis-François Jauffret[25] (1795)
- Hymne sur la paix, ou « Hymne à la Paix » (d'après le Journal de Paris du 3 novembre 1797), (« Ô jour de gloire ») sur un texte de la citoyenne C. Pipelet de Leury créé au Théâtre Feydeau le 1er novembre 1797 (11 brumaire an VI)
- Chant du retour, sur un poème de M. J. André Chénier (10 décembre 1797). L'œuvre fut jouée lors de la grande fête du Directoire pour la remise du traité de Campo-Formio, après les discours de Bonaparte et Barras, par le conservatoire de Musique
- Chant national du XXV Messidor An VIII, pour voix ténor et basse, trois orchestres & trois chœurs, sur un texte de Louis de Fontanes (église Saint-Louis des Invalides, 14 juillet 1800) L'œuvre fit de l'effet sur le public. « Nous trouvons déjà l’ébauche d’une des constructions colossales, « ninivites » dont rêva plus tard Berlioz. [...] De ces trois groupes, deux étaient disposés au centre de la chapelle des Invalides, le troisième placé dans le dôme et ne comprenait que des voix de femmes, deux harpes et un cor »[26]. Elle inspira sans doute le Requiem de Berlioz.
- Messe Solennelle en la bémol majeur, pour 4 soli, chœurs et orgue (1804)[b]
- Chant lyrique pour l’inauguration de la statue de Napoléon (3 octobre 1807)
- Chant du retour pour la Grande Armée (1808) sur un poème de Arnault. L’orchestration est particulière, puisque les voix ne sont soutenues que par des cors et des harpes.

### Opéras
- Euphrosine et Corradin, ou le Tyran corrigé
Comédie mise en musique en 5 actes (version définitive), livret de François-Benoît Hoffmann d’après Corradin (Création, Paris, Comédie-Italienne, 4 septembre 1790, révision en 4 actes, 11 septembre 1790 ; révision en 3 actes, 31 octobre 1790 ; avec un nouveau 3e acte, 13 août 1791). L'opéra fut joué cinquante fois à l'Opéra comique.
- Cora[c]
Opéra en 4 actes, livret de Valadier d’après Les Incas de Marmontel (Composition : 1785/86 - création Paris, Opéra, 15 février 1791)[d]
- Le Jeune Henri[e]
Comédie mêlée de musique en un acte. (Composition 1791 ; révision et création, Paris, Salle Favart, 1er mai 1797 ; révision 18 décembre 1801) - Seule l’ouverture, sorte de scène de chasse avec huit cors, fut accueillie triomphalement et resta en répertoire de concert, l’opéra lui-même ne fut guère apprécié : « Parce que le compositeur avait mis en scène un tyran. »
- Stratonice
Comédie héroïque en un acte, sur un livret de Hoffman d’après De Dea Syria de Lucien et Antiochus (1666) de Thomas Corneille (Composition : 1790/92 - création Paris, Comédie-Italienne, 3 mai 1792)[27]
- Le jeune sage et le vieux fou
Comédie mêlée de musique en un acte sur un livret de Hoffman (création, Paris, Salle Favart, 28 mars 1793)
- Horatius Coclès
Opéra en un acte sur un livret de Arnault (création, Paris, Opéra, 18 février 1794)
- Mélidore et Phrosine
Drame lyrique en 3 actes sur un livret de Arnault d’après le poème Phrosine et Mélidore (1772) de Pierre-Joseph Bernard (création, Paris, Opéra-Comique, Salle Favart, 6 mai 1794)[f]
- Doria, ou la Tyrannie détruite
Opéra héroïque en trois actes sur un livret de Legouvé et Davrigny (création 12 mars 1795)
- La Caverne
Comédie mise en musique en 3 actes sur un livret de Nicolas-Julien Forgeot (1758-1798), inspiré du Gil Blas de Alain-René Lesage (création, Paris, Théâtre Favart, 5 décembre 1795). Forgeot est un ancien librétiste de Grétry. Le Sueur avait remporté un vif succès avec un opéra éponyme deux ans plus tôt ; Méhul ne bénéficia pas du même triomphe...
- Le Pont de Lodi[g]
Fait historique en un acte sur un livret de Delrieu (1760-1836) (création, Paris, Théâtre Feydeau, 15 décembre 1797). Le succès ne fut pas au rendez-vous et la pièce retirée après sept représentations.
- La Taupe et les Papillons
Comédie lyrique en un acte sur un livret de Ange-Étienne-Xavier Poisson de La Chabeaussière[29] (composition 1797/98 — non représenté — à l’état d’esquisses)
- Adrien, empereur de Rome
Opéra en 3 actes sur un livret de Hoffman, d’après Adriano in Sira de Metastase (Composition 1790/91 - l’ouvrage fut retiré par la Commune de Paris en mars 1792, Hoffman ne voulant pas supprimer les allusions monarchiques de son texte. Révision et création, Opéra, 4 juin 1799)
- Ariodant[h]
Drame mêlé de musique en 3 actes sur un livret de Hoffman d’après l’Orlando Furioso de l’L'Arioste (création, Paris, Salle Favart, 11 octobre 1799)
- Bion
Comédie mêlée de musique en un acte, sur un livret de Hoffman d’après Voyages d’Anténor traduit par Lantier (création, Paris, Salle Favart, 27 décembre 1800)
- L’Irato, ou l’Emporté
Comédie-parade en un acte sur un livret de Benoît-Joseph Marsollier (1750-1817) (création, Paris, Salle Favart, 17 février 1801 - éd. Pleyel, 1801)
- Une folie
Comédie mêlée de chants en deux actes sur un livret de Jean-Nicolas Bouilly[30] (création, théâtre Feydeau, 5 avril 1802)
- Le Trésor supposé, ou le Danger d’écouter aux portes
Comédie mêlée de musique en un acte sur un livret de Hoffman (création, Paris, Théâtre Feydeau, 29 juillet 1802). David Charlton[31] précise que cet opéra fut donné en neuf langues au moins et monté jusqu'à Calcutta en 1836.
- Joanna
Opéra en 2 actes sur un livret extrait du Emma, ou le soupçon de Marsollier (création, Paris, Théâtre Feydeau, 23 novembre 1802)
- Héléna
Opéra en 3 actes sur un livret de Bouilly (création, Paris, théâtre Feydeau, 1er mars 1803)[32]
- L’Heureux malgré lui
Opéra bouffon en un acte sur un livret de CG d’A. de Saint-Just (création Paris, théâtre Feydeau, 29 décembre 1803)
- Les Deux Aveugles de Tolède
Opéra-comique en un acte sur un livret en prose de Marsolier d’après les Mille et Une Nuits et son conte Les Deux Aveugles de Bagdad (création, Paris, théâtre Feydeau, 28 janvier 1806)
- Uthal[i]
Opéra en un acte sur un livret de Jacques Bins de Saint-Victor d’après Berrathon de J. Macpherson inspiré d’Ossian (création, Paris, théâtre Feydeau, 17 mai 1806) - L’orchestration a ceci de particulier que Méhul remplace les violons par des altos. Les voix ne sont soutenus que par les cors et des harpes[33]. À la première, un spectateur, peut-être Grétry, avait crié : « Un louis pour une chanterelle ! »
- Gabrielle d’Estrées, ou les Amours d'Henri IV
Opéra en 3 actes sur un livret de Saint-Just (création Paris, théâtre Feydeau, 28 juin 1806[34])
- Joseph - également appelé Joseph en Égypte ou Joseph et ses frères
Drame en prose mêlé de chants en 3 actes sur un livret de Alexandre-Vincent Pineux-Duval (création, Paris, théâtre Feydeau, 17 février 1807)
Un des airs de cet opéra a été repris par les nazis et donna Le Horst-Wessel-Lied (« Chant de Horst Wessel ») qui fut l'hymne officiel des SA puis du Parti national-socialiste des travailleurs allemands (NSDAP). Il a été constamment joué et chanté sous le Troisième Reich et son interprétation était obligatoire avant chaque concert de musique classique.
- Les Amazones, ou la Fondation de Thèbes
Opéra en 3 actes sur un livret d’Étienne de Jouy (création, Opéra, salle Richelieu, 17 décembre 1811) - La partition a été partiellement détruite après la première.
- Le Prince troubadour, ou le Grand Trompeur des dames
Opéra comique en un acte sur un livret de Duval (création, Paris, théâtre Feydeau, 24 mai 1813) - Reprend un opéra abandonné de 1810 Les troubadours, ou la fête au château, connu aussi sous le nom de Laurette ou aussi Les deux troubadours qui avait été commandé par Napoléon Ier pour son mariage avec Marie-Louise d'Autriche.
- La Journée aux aventures
Opéra comique en 3 actes sur un livret de PDA Chapel et L. Mézières-Miot (création, Paris, théâtre Feydeau, 16 novembre 1816)
- Valentine de Milan
Drame lyrique en 3 actes sur un livret de Bouilly (composition 1807/08 - création, Paris, théâtre Feydeau, 28 novembre 1822) - L’œuvre laissée inachevée par Méhul est complétée par son neveu, Louis Joseph Daussoigne-Méhul, compositeur lui aussi.

### Opéras en collaboration
- Le Congrès des rois, comédie en trois actes et en prose mêlée d’ariettes, livret d'Ève Demaillot, créée le 8 ventôse an II (26 février 1794) à l'Opéra-Comique (salle Favart), en collaboration avec onze autres auteurs (Henri-Montan Berton, Frédéric Blasius, Luigi Cherubini, Nicolas Dalayrac, Prosper-Didier Deshayes, François Devienne, André Grétry, Louis Emmanuel Jadin, Rodolphe Kreutzer, Jean-Pierre Solié et Trial fils). Cette satire contre les ennemis de la France fut mis en musique en deux jours sur ordre du Comité de salut public. Le public rejeta le spectacle. Le Conseil général de la commune de Paris prononça son interdiction après deux représentations au prétexte, selon le Moniteur, que « des membres [du Conseil] ajoutent qu’à cette pièce les aristocrates trouvent leur compte comme les patriotes[35]. ». La partition et le livret ont été perdus. Seul le duo « Le roi défunt s'offre à mes yeux » (no 3) a été conservé[36].
- Épicure. Opéra en 3 actes sur un livret de CA Demoustier (création 14 mars 1800, avec Luigi Cherubini. : ouverture et 6 numéros)
- Le Baiser et la Quittance, ou Une aventure de garnison. Opéra bouffon sur un livret de LB Picard, C. de Longchamps et JMAM Dieulafoy d’après L’heureuse gageure de Polier de Bottens (création, Opéra comique, 18 juin 1803, avec Boieldieu, Kreutzer et Nicoló Isouard). L'œuvre ne fut jouée que cinq fois.
- L’Oriflamme[j]. Opéra en un acte sur un livret de C-G Étienne et M-F Baour-Lormian (1er février 1814, avec Henri-M. Berton, F. Paër (1771-1839) et Rodolphe Kreutzer) - Méhul compose la musique de la scène I et réutilise l’ouverture de Horatius Coclès de 1794. L’œuvre, très faible, est écrite et montée en six jours, quelque temps avant l’entrée des Prussiens et des Russes dans Paris...

### Ballets
- Le Jugement de Pâris (1793), ballet de Pierre Gardel
- La Dansomanie (1800), ballet de Pierre Gardel

### Musique pour le théâtre
- Timoléon (par Marie-Joseph Chénier)
- Les Hussites (par Alexandre Duval)

## Pièces d’autres compositeurs inspirés par Méhul
Transcriptions
- Auguste Blondeau, élève de Méhul a transcrit pour sextuor à cordes deux symphonies.

Autres pièces
- François-Joseph Dizi, Air extrait de l'opéra Une Folie pour harpe (Éd. Birchall, Londres début 19e)
- Louis-Emmanuel Jadin, Fantaisies pour piano sur les romances de Joseph et de Benjamin (1807)
- Carl Maria von Weber, 7 variations sur un thème de la Romance À peine au sortir de l’enfance extrait du Joseph de Méhul, opus 28 / J. 141 (1812) - L’œuvre est d’envergure et laisse loin derrière le thème de la romance ingénue de notre Méhul, un peu comme le thème des Variations Diabelli... C’est l’une des plus virtuoses et inventives parmi le corpus de piano de l’auteur[37].
- Franz Xaver Mozart, 5 variations sur un thème de la Romance À peine au sortir de l’enfance opus 23, composé le 28 octobre 1816 et publiée en 1820, extrait du Joseph de Méhul, S 147a. - La pièce avait été attribuée à Franz Liszt, qui avait alors tout juste neuf ans[38]...
- Louis Moreau Gottschalk, La chasse du jeune Henri, morceau de concert, op. 10 / RO 53 (1849)

## Discographie sélective
Musique de chambre
- Sonates pour Piano opus 1 & 2 - Brigitte Haudebourg, pianoforte, copie d'après Dulcken 1794 (1989, Discover DICD 920152)
- Variations pour harpe de Ludwig Spohr, sur la mélodie de Méhul « Je suis encore dans mon printemps » - Emmanuel Ceysson, harpe (2012, Naïve) — avec des œuvres pour harpe de Parish-Alvars, Damase, Zabel, Ceysson...

Ouvrages patriotiques
- Chant National, Hymne à la Raison, Chant du Départ - Solistes, Chœurs et Orchestre du Capitole de Toulouse, direction Michel Plasson (plus œuvres de Gossec, Lesueur, Paisiello, Rouget de l'Isle) (1988, EMI)
- Le Chant du Départ : ouvertures et œuvres révolutionnaires - Ensemble Les Jacobins, direction : Mathieu Lussier (2012, Atma Classique)

Opéras
- Uthal - Karine Deshayes, Yann Beuron, Jean-Sébastien Bou, Christophe Rousset (dir.), Les Talens Lyriques, Chœur de chambre de Namur (2017, Bru Zane)[39]
- Adrien, Gabrielle Philiponet, Philippe Do, Marc Barrard, Philippe Talbot, Nicolas Courjal, Jean Teigen, Jennifer Borghi, György Vashegyi (dir.), Orfeo Orchestra, Purcell Choir, (2014, Bru Zane)[40]
- Stratonice - Patricia Petibon/Beuron/Lescoart/Daymond, Corona Coloniensis, Cappella Coloniensis, Dir. William Christie (1995, Erato)

- La légende de Joseph en Égypte - Laurence Dale, Annick Massis, Ensemble Intermezzo, Orchestre Le Sinfonietta, direction : Claude Bardon (1989, Le Chant du Monde)
- L’Irato ou l'emporté, opéra comique - Turk (Scapin), Auvity (Lysandre), Courtin (Isabelle), Buet (Pandolphe), Bonner Kammerchor, L'arte del mondo Dir. Walter Ehrhardt (2006, Capriccio 60128)

Symphonies & ouvertures
- Symphonie n°2 - Association des Concerts de Chambre de Paris, Dir. Fernand Oubradous (plus œuvres de Gossec, Lesueur, Paisiello, Rouget de l'Isle = Bicentenaire de la Révolution Française), (1957, EMI)
- Intégrale des 4 Symphonies - Orchestre de la Fondation Gulbenkian, Dir. Michel Swierczewski (plus Ouvertures La Chasse du jeune Henri et Le Trésor supposé), (1992, Nimbus Records NI 5184/5)
- Symphonies n° 1 & 2 - Les Musiciens du Louvre, Marc Minkowski (1989, Erato 2292-45026-2 / Apex 2003)
- Ouverture : La chasse du jeune Henri - Orchestre Radio-Symphonique de Munich, direction : Kurt Redel (plus ouvertures d'Adam, Auber, Boïeldieu, Cherubini, Grétry, Hérold) (1986, Pierre Verany)
- Ouvertures : Méliodore et Phrosine, Ariodant, Joseph, Horatius Coclès, Bion, Le jeune sage et le vieux fou, Le trésor supposé, Les deux aveugles de Tolède, La chasse du jeune Henri - Orchestre de Bretagne, Stefan Sanderling (2002, ASV CDA 1140)

LP
Ce rare disque contient l’Ouverture burlesque, dont l'instrumentation contient trois mirlitons, triangle, trompette d'enfant, percussion, crécelle & sifflet... On peut donc dire que l'invention y est à son comble et très en avance...
- "Toy Symphonies & Other Fun" - Dir. Raymond Lewenthal (Angel S-60365)

## Éditions
- Sonates pour pianoforte op. 1 & 2 - Fuzeau, fac-simile de l'édition originale, Présentation par Joël Pontet[41].

## Bibliographie

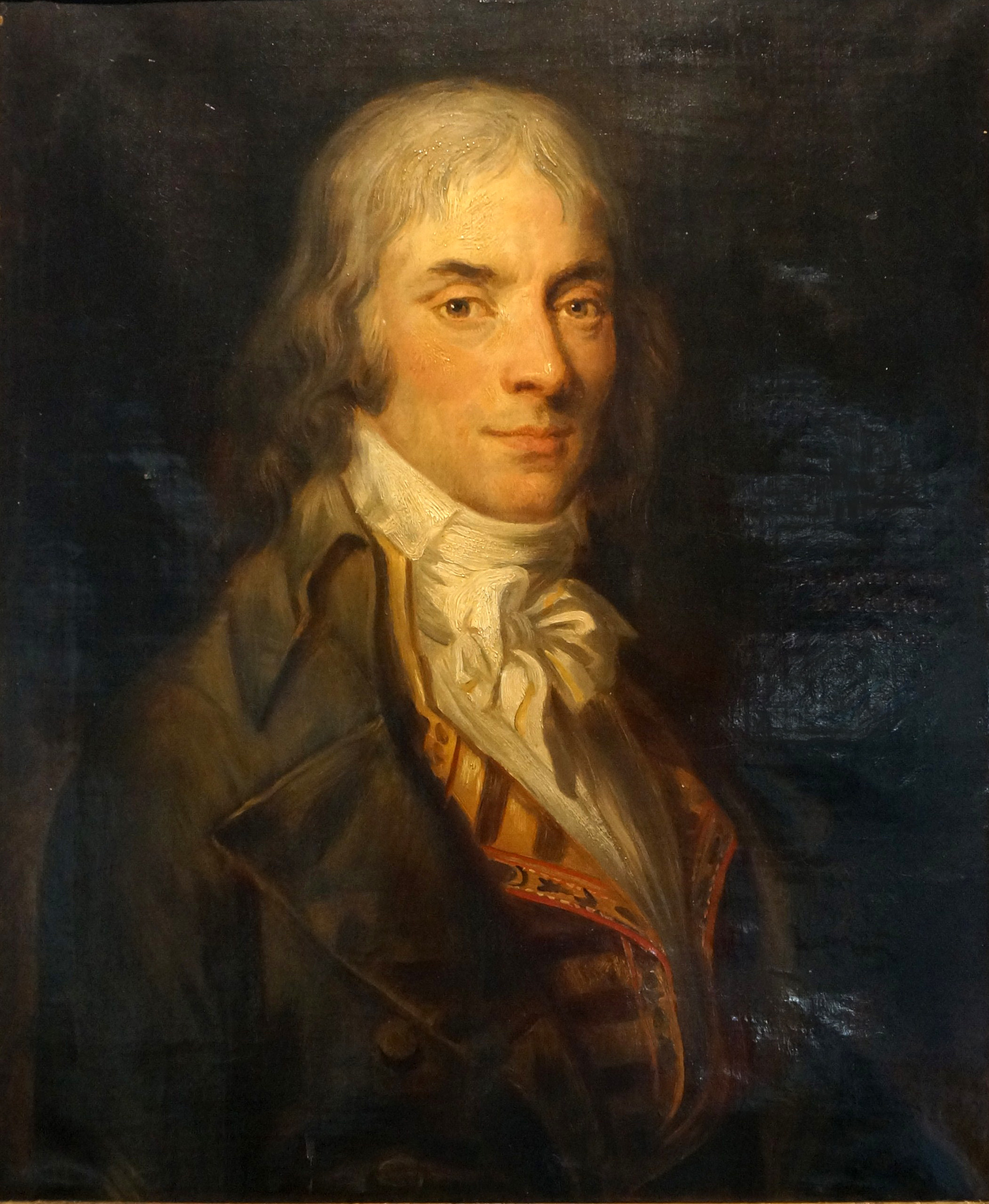
Peinture de Méhul par Antoine Wiertz, mairie de Givet.